# Чесменский бой (картина Айвазовского)

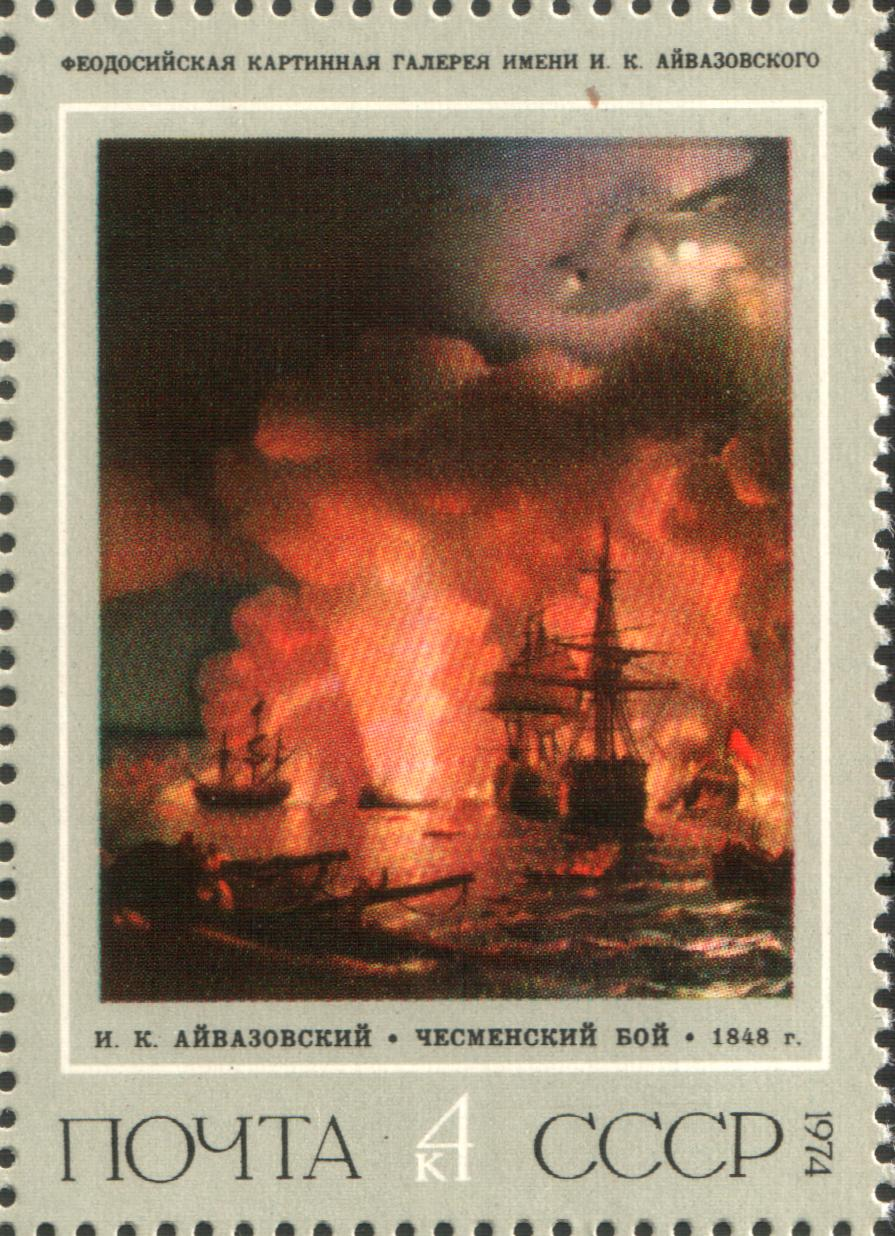
Почтовая марка СССР, 1974 год

«Чесменский бой» — историческая картина художника Ивана Айвазовского, посвященная победе военного флота Российской империи в Чесменском бою 24—26 июня (5—7 июля) 1770 года.
Полотно создано И. К. Айвазовским в 1848 году. При его создании он использовал свои многочисленные наброски, этюды и рисунки, сделанные во время путешествия по островам Греческого архипелага и у берегов Малой Азии в 1845 году.
Наглядно описывает вторую фазу морского сражения между русскими и турецкими флотами — прорыв русских кораблей в Чесменскую бухту в ночь на 26 июня (7 июля) 1770 года и уничтожение брандерами и артиллерийским огнём стоявшего в ней на якоре турецкого флота. В глубине бухты видны тонущие горящие корабли, разлетающиеся от взрыва обломки мачт. Поднимающееся пламя с ало-сизым дымом смешивается с облаками, а свет луны озаряет адское смешение огня и воды. На переднем плане, темным силуэтом высится флагман русского флота «Трёх Иерархов», к которому, подходит шлюпка с экипажем брандера Д. С. Ильина. За «Тремя Иерархами» стоят «Европа» и «Ростислав», слева на дальнем плане — «Не тронь меня» (расположение русских кораблей немного «подредактировано» Айвазовским: корабли более приближены друг к другу, чем находились в реальном бою). Слева на переднем плане в воде видны турецкие моряки, которые цепляются за обломки кораблей, чтобы не утонуть. На дальнем плане виден освещённый заревом пожара город. Композиция выстроена на резком контрасте между языками пламени, бледным светом Луны, затянувшими небо клубами дыма и огня — всё это создаёт впечатление напряжённости и драматизма происходящих событий. Визуально центром картины являются даже не русские корабли на переднем плане, видимые больше как силуэты на фоне клубов пламени и дыма, а горящий строй турецкого флота. Исследователи видят в этой картине сильное влияние романтизма К. П. Брюллова, которое в конце 1840-х годов испытывал Айвазовский.